# Salmijärvi (sjö i Saarijärvi, Mellersta Finland)
Salmijärvi är en sjö i kommunen Saarijärvi i landskapet Mellersta Finland i Finland. Den är 1,8 meter djup. Arean är 40 hektar och strandlinjen är 4,57 kilometer lång. Sjön  ingår i Kymmene älvs huvudavrinningsområde.   Den ligger omkring 79 kilometer nordväst om Jyväskylä och omkring 280 kilometer norr om Helsingfors. 